# گورا اولون
گورا اولون (روسی: гора Улун) یک کوه در سرزمین خاباروفسک کشور روسیه است.